# Frentanos
Os frentanos (em grego antigo Φρεντανοί —Estrabão, Ptolemeu— ou Φερεντανοί —Políbio, Dionísio—) foram um antigo povo do centro da península Itálica que ocupou o trecho da costa oriental, dos Apeninos ao Adriático, e das fronteiras da Apúlia às dos marrucinos.
O seu território limitava a oeste com o dos samnitas, dos quais descendiam originalmente. De aqui que Cílax atribuísse completa toda esta costa aos samnitas, das fronteiras da Apúlia até as do Piceno.

## Fronteiras
Os limites exatos do seu país não são claramente definidos, e há bastantes discrepâncias nas afirmações dos geógrafos antigos: Larino, com o seu território (estendendo-se desde Tiferno —atual Biferno— até Frento), era considerada por alguns autores uma cidade dos frentanos, se bem que a opinião mais geral era que pertenceu à Apúlia e, portanto, era o rio Tiferno (Biferno) a fronteira entre ambos.
A fronteira norte da região dos frentanos é igualmente incerta: tanto Estrabão quanto Ptolemeu situam-na no rio Sagro, enquanto Plínio estende-a até longe, o Aterno e, segundo Mela, possuíam as desembocaduras tanto deste rio como do Matrino. Esta última afirmação é certamente inexata, e Estrabão diz expressamente que os marrucinos dominavam a ribeira direita do Averto até a sua desembocadura, enquanto os vestinos possuíam a ribeira esquerda, pelo qual os primeiros deveram ficar entre os frentanos e a desembocadura do Aterno. Contudo, a versão de Plínio parece ser mais correta do que a de Estrabão e Ptolemeu, pois é sabido que Ortona e Anxano, situada ambas bem a norte do Sagro, foram cidades frentanas. A última é, de fato, atribuída por Ptolemeu a este povo, enquanto Estrabão também considera Ortona o porto ou estação naval dos frentanos ("ἐπίνειον Φρεντανῶν"), mas situa-a erroneamente a sul do rio Sagro. Portanto, as suas fronteiras deveram ficar a poucos quilômetros do Aterno, embora sem chegar a ultrapassar o rio.
A oeste provavelmente não estivessem separados dos samnitas por nenhuma fronteira natural clara, ocupando as fraldas mais baixas dos Apeninos, bem como a acidentada região que se estende de estas até o mar, enquanto o centro da cadeia montanhosa pertenceu ao Sâmnio.

## Afiliações e história
Os frentanos são expressamente considerados por Estrabão um povo samnita, e parece distingui-los como tais das tribos vizinhas dos marrucinos, pelignos e vestinos, com quem tinham muito em comum. Contudo, os frentanos aparecem na história como um povo separado, com um organização própria, e embora pode que em algum momento (como sugiriu Niebuhr) constituíssem uma das quatro nações da confederação samnita, parece que não era já assim quando este poder colidiu contra Roma. A sua conduta durante o longo conflito entre os samnitas e os romanos corrobora isto.
De fato, em 319 a.C., quando o seu nome aparece pela primeira vez nos registros históricos, aparecem em guerra contra Roma, mas foram depressa derrotados e submetidos, e poucos anos depois (304 a.C.), no final da Segunda Guerra Samnita, os frentanos são mencionados, junto aos marsos, marrucinos e pelignos, indo pedir uma aliança com Roma, ao que parece que se aderissem subsequentemente com firmeza. Desta forma, encontra-se mais de uma menção expressa à ajuda frentana na guerra contra Pirro, e um dos seus oficiais, chamado Oblaco Volsínio, distinguiu-se na batalha de Heracleia. Deram uma prova ainda mais surpreendente de fidelidade durante a Segunda Guerra Púnica, ao somarem-se à causa romana após a batalha de Canas, quando muitos dos aliados italianos, incluindo a maior parte dos samnitas, apoiaram Aníbal.
Durante este período parecem ter mantido relações políticas muito mais estreitas com os seus vizinhos marrucinos, pelignos e vestinos, do que com os seus parentes os samnitas. Provavelmente seja por isto que Políbio, ao enumerar as forças dos seus aliados italianos, classificasse os frentanos com os marsos, marrucinos e vestinos, enquanto conta separadamente os samnitas. Apesar da sua demonstrada fidelidade, os frentanos uniram-se à revolta geral dos aliados italianos na grande Guerra Social em 90 a.C., na que porém não parece que tomassem parte proeminentemente, e somente pode ser inferido que receberam a franquia romana ao mesmo tempo em que as tribos vizinhas. Assim pois, aparecem mencionados por Cícero um poucos anos depois, enviando alguns dos seus melhores homens ("Frentani homins nobilissimi") para apoiar a causa de Cluêncio, um nativo de Larino. O seu território foi atravessado sem resistência por Júlio César na revolta da Segunda Guerra Civil em 49 a.C., sendo esta a última ocasião na que o seu nome aparece nos registros históricos.
O seu território esteve compreendido na quarta região de Augusto, junto aos marrucinos, pelignos, marsos, et cétera, mas numa época posterior parece que se havia volto a unir ao Sámnio, e foi posto sob a autoridade do governador dessa província.

## Geografia
O território dos frentanos é na sua maior parte montanhoso mas fértil. Numerosos rios que nascem nas montanhas do Sámnio fluem cruzando a terra frentana até o Adriático. Os principais destes, além do Tiferno que (como já se mencionou) constituía o limite sul do seu país, são o Trínio (atual Trigno), que segundo Plínio tinha um bom porto na sua desembocadura (Flumen Trinium portuosum), e o Sagro, um curso muito importante, que desemboca aproximadamente a meio caminho entre Histônio e Ortona. A Tabula Peutingeriana também dá o nome de um rio que situa entre Ortona e Anxano, ao qual chama Clotóris. O nome  provavelmente seja uma corrupção linguística, mas o curso assinalado (se confiarmos na sua posição) não pode ser outro que o rio Moro, que atinge o Adriático uns poucos quilômetros a sul de Ortona. A costa desta parte do Adriático apresenta poucos acidentes destacáveis, e nenhuma boa baía natural. As desembocaduras dos rios e os dois salientes de Termoli (Buca) e a  Ponta della Penna são os únicos lugares de amarre.

### Cidades
As cidades dos frentanos mencionadas pelos autores antigos são poucas em número, mas a topografia da região chegara a ser muito confusa. A Antichità Frentane do abade Domenico Romanelli, que era nativo desta parte da Itália, é um trabalho muito acrítico, pois o autor deixou-se extraviar nomeadamente pelas inscrições e outros documentos recopilados por Polidoro, um antiquário italiano do século XVIII, que parece não ter tido reparos em falsificar os seus achados, ou ao menos corrompê-los e alterá-los de modo que se adequaram aos seus fins. Romanelli, na sua posterior e extensa obra, limitou-se a resumir os resultados do seu livro anterior, e Cramer seguiu-o cegamente.
Ao longo da costa (de norte a sul) estiveram situadas Ortona, Histônio e Buca. As duas primeiras podem ser situadas claramente, conservando Ortona o seu nome antigo, e as ruínas de Histônio seguem-se conservando em Vasto, mas há dificuldades para localizar Buca, mas poderia identificar-se com Termoli. Os argumentos que levaram muitos autores a situá-la em Santa Maria della Penna estão baseados nomeadamente nas mencionadas inscrições espúrias. A existência de uma cidade chamada Interâmna, da qual Romanelli e Cramer supõem que ocupou o lugar de Termoli, procede unicamente da mesma fonte apócrifa e, embora a inscrição fosse autêntica, a Interâmna nela mencionada alude provavelmente à famosa cidade de Terni.
A única cidade interior importante entre os frentanos foi Anxano. À parte desta, Plínio menciona, no interior do país, os "Carentini supernates infernates" e os lanonses, sendo o primeiro aparentemente uma corrupção de caretinos e os segundos quanto ao demais desconhecidos, resultando impossível situar as suas cidades. Por outro lado, a Tabula menciona um lugar chamado Palano, do qual não se tem outra menção, mas cuja situação, segundo Romanelli, estaria em Monte di Pallano, cerca de 5 km a sudoeste de Atessa. A estação anterior dada pela mesma fonte chama-se Ano, nome provavelmente corrupto cuja autêntica leitura é desconhecida. Uscósio, um lugar dado no Itinerário de Antonino, que o calcula a cerca de 24 km de Histônio, no caminho para a Apúlia, é localizado por esta distância num ponto próximo da ribeira direita do rio Sinarca, cerca de 9 km a sudoeste de Termoli, mas no território de Guglionisi, onde se dizia que existiam consideráveis vestígios de uma antiga cidade.

### Estradas
Há incerteza a respeito das estradas romanas que cruzavam o território dos frentanos. O nome da Via Trajana Frentana é apoiado somente pela autoridade de uma inscrição duvidosa. Porém, sim é verdade que uma antiga estrada cruzava o território dos frentanos em toda a sua extensão, desde Aterno a Larino, passando a maior parte perto da costa, mas separando-se com o fim de passar por Anxano. As estações desta estrada aparecem no Itinerário de Antonino:
- Óstia Aterni a Ângelo (Ângulo), x. M.P.
- Ângulo a Ortona, xi. M.P.
- Ortona a Anjano, xiii. M.P.
- Anjano a Histônios, xxv. M.P.
- Histônios a Uscósio, xv. M.P.
- Uscósio a Arênio (Larino?), xiv. M.P.

Destas, Ângulo está certamente mal situada, devendo ter aparecido entre Hadria (atual Atri) e Aterno. A distância das desembocaduras do Aterno em Pescara e Ortona é consideravelmente subestimada, e a de Ortona a Anxano igualmente exagerada, mas apesar disso a linha da estrada pode ser decifrada, e uma antiga ponte romana sobre o Sangro, entre Lanciano e o Vasto, proporciona um ponto seguro de confirmação. O traçado dado na Tabula, pelo contrário, discorre pelo interior, da desembocadura do Aterno até Teate (atual Chieti), e daqui a Ortona, e de novo entre Anxano e Histônio faz uma curva para o interior por Ano e Palano. As distâncias dadas são muito confusas, e em muitos momentos provavelmente corruptas. Aparecem assim:
- Ostia Aterni a Teano Marrucino, xvi. M.P.
- Teano Marrucino a Ortona, xi. M.P.
- Ortona a Anjana, iii. M.P.
- Anjana a Ano, iiii. M.P.
- Annum a Palano, xii. M.P.
- Palo a Istônio, xxiii. M.P.
- Istônio a Larino, corrupto.

## Moedas
Existem moedas de cobre com a lenda osca Frentrei, que podem provavelmente aludir aos frentanos mais do que à cidade de Ferento, na Apúlia, como foi indicado por alguns autores. Outros acreditam que indicariam a existência de uma cidade chamada Frentro como capital dos frentanos, que seria supostamente uma das aludidas por Lívio quando diz "Frentanos vicit urbemque ipsam - in deditionem accepit" sem nomear a cidade, mas esta inferência é muito duvidosa.
A cidade de Larino cunhou moedas no século III a.C. que levam a lenda latina "LARINOR(VM)".